# Lovaglás az 1952. évi nyári olimpiai játékokon
Az 1952. évi nyári olimpiai játékokon a lovaglásban hat versenyszámot rendeztek.

## Éremtáblázat
(A rendező ország csapata és a magyar érmesek eltérő háttérszínnel, az egyes számoszlopok legmagasabb értéke, vagy értékei vastagítással kiemelve.)
| Az 1952. évi nyári olimpiai játékok éremtáblázata lovaglásban | Az 1952. évi nyári olimpiai játékok éremtáblázata lovaglásban | Az 1952. évi nyári olimpiai játékok éremtáblázata lovaglásban | Az 1952. évi nyári olimpiai játékok éremtáblázata lovaglásban | Az 1952. évi nyári olimpiai játékok éremtáblázata lovaglásban | Olimpia  |
| ------------------------------------------------------------- | ------------------------------------------------------------- | ------------------------------------------------------------- | ------------------------------------------------------------- | ------------------------------------------------------------- | -------- |
|                                                               | Ország                                                        | Arany                                                         | Ezüst                                                         | Bronz                                                         | Összesen |
| 1.                                                            | Svédország (SWE)                                              | 4                                                             | 0                                                             | 0                                                             | 4        |
| 2.                                                            | Franciaország (FRA)                                           | 1                                                             | 1                                                             | 1                                                             | 3        |
| 3.                                                            | Nagy-Britannia (GBR)                                          | 1                                                             | 0                                                             | 0                                                             | 1        |
|                                                               |                                                               |                                                               |                                                               |                                                               |          |
| 4.                                                            | Chile (CHI)                                                   | 0                                                             | 2                                                             | 0                                                             | 2        |
| 5.                                                            | Németország (GER)                                             | 0                                                             | 1                                                             | 3                                                             | 4        |
| 6.                                                            | Dánia (DEN)                                                   | 0                                                             | 1                                                             | 0                                                             | 1        |
| 6.                                                            | Svájc (SUI)                                                   | 0                                                             | 1                                                             | 0                                                             | 1        |
|                                                               |                                                               |                                                               |                                                               |                                                               |          |
| 8.                                                            | Egyesült Államok (USA)                                        | 0                                                             | 0                                                             | 2                                                             | 2        |
|                                                               |                                                               |                                                               |                                                               |                                                               |          |
| Összesen                                                      | Összesen                                                      | 6                                                             | 6                                                             | 6                                                             | 18       |

## Érmesek
| Az 1952. évi nyári olimpiai játékok érmesei lovaglásban | |                                                                                              | |
| Versenyszám                                             | Arany | Ezüst                                                                                        | Bronz |
| Díjlovaglás egyéni                                      | Henri Saint Cyr Master Rufus · Svédország (SWE)                                                                | Lis Hartel Jubilee · Dánia (DEN)                                                             | André Jousseaume Harpagon · Franciaország (FRA)                                                                       |
| Díjlovaglás csapat                                      | Svédország (SWE) · Henri Saint Cyr Master Rufus · Gustaf Adolf Boltenstern, Jr. Krest · Gehnäll Persson Knaust | Svájc (SUI) · Gottfried Trachsel Kursus · Henri Chammartin Wöhler · Gustav Fischer Soliman   | Németország (GER) · Heinz Pollay Adular · Ida von Nagel Afrika · Fritz Thiedemann Chronist                            |
| Díjugratás egyéni                                       | Pierre Jonquères d'Oriola Ali Baba · Franciaország (FRA)                                                       | Oscar Cristi Bambi · Chile (CHI)                                                             | Fritz Thiedemann Meteor · Németország (GER)                                                                           |
| Díjugratás csapat                                       | Nagy-Britannia (GBR) · Wilfred White Nizefela · Douglas Stewart Aherlow · Harry Llewellyn Foxhunter            | Chile (CHI) · Óscar Cristi Bambi · César Mendoza Pillán · Ricardo Echeverría Lindo Peal      | Egyesült Államok (USA) · William Steinkraus Hollandia · Arthur McCashin Miss Budweiser · John Russell Democrat        |
| Lovastusa egyéni                                        | Hans von Blixen-Finecke, Jr. Jubal · Svédország (SWE)                                                          | Guy Lefrant Verdun · Franciaország (FRA)                                                     | Vilhelm Büsing Hubertus · Németország (GER)                                                                           |
| Lovastusa csapat                                        | Svédország (SWE) · Hans von Blixen-Finecke, Jr. Jubal · Olof Stahre Komet · Folke Frölén Fair                  | Németország (GER) · Wilhelm Büsing Hubertus · Klaus Wagner Dachs · Otto Rothe Trux von Kamax | Egyesült Államok (USA) · Charles Hough, Jr. Cassivellannus · Walter Staley Craigwood Park · John Wofford Benny Grimes |